# Csiszlav Grigorjevics Zsuravljov
Csiszlav Grigorjevics Zsuravljov, oroszul: Числав Григорьевич Журавлёв (Bolsoj Tolkaj, 1935. április 27. – Moszkvai terület, 2018. augusztus 18.) erza költő, író, edző, sportbíró.

## Életútja
Pedagógiai középiskolát végzett Malij Tolkajban, majd testnevelő tanárként helyezkedett el. Sorkatonai szolgálata után súlyemelő edzőként és rádiósként dolgozott, emellett aranyat bányászott. 1967-ben Kujbisevbe költözött, ahol ismét testnevelő tanárként, edzőként és sportbíróként tevékenykedett. 1975-ben diplomázott a Volgográdi Testnevelési Intézetben.
Már diákként elkezdett verseket írni. Első tanára Vaszilij Radajev volt. Első orosz nyelvű verseit kujbisevi antológiákban publikálták (1977, 1979 és 1981). 1982-ben erza nyelvű verseinek nagy része megjelent az Erzjany Pravda újságban és a Szjatko folyóiratban. 1990 és 2002 között erza nyelvű rádióműsorokat vezetett. Egyik első szervezője volt a Masztorava regionális mordvin nemzeti és kulturális társaságnak, továbbá részt vett az erza nyelv és a mordvin kultúra védelmét célzó rendezvények szervezésében. 15 orosz és erza nyelvű könyv szerzője, finn és mari költők verseit fordította erza nyelvre. 1996-tól az Orosz Írószövetség tagja volt.

## Művei
| Eredeti cím           | A cím fordítása                  | Megjelenés helye | Ideje |
| --------------------- | -------------------------------- | ---------------- | ----- |
| Сёксень цецят         | Őszi virágok                     | Szaranszk        | 1991  |
| Овто латко            | Medve szakadék                   | Szaranszk        | 1993  |
| Каргонь вайгель       | A daru hangja                    | Szaranszk        | 1995  |
| Валдо ойме            | Könnyű lélek                     | Szaranszk        | 1996  |
| Арсемат ды ёжот       | Gondolatok és érzések (I. kötet) | Szaranszk        | 1999  |
| Вечкемань теште       | A szerelem csillaga (II. kötet)  | Szaranszk        | 2000  |
| Кемемань валдо        | A remény fénye (III. kötet)      | Szaranszk        | 2001  |
| Арсемань пакся        | Gondolatok mezeje                | Szaranszk        | 2003  |
| Седеень вайгель       | A szív hangja                    | Szaranszk        | 2004  |
| Каргинеть             | Darvak                           | Szaranszk        | 2007  |
| Kurekesed             | Darvak                           | Tallinn          | 2010  |
| Эрямонь юр            | Az élet alapja                   | Szaranszk        | 2011  |
| Кочказь произведеният | Kedvencek                        | Szaranszk        | 2012  |

## Fordítás
Ez a szócikk részben vagy egészben  a   Czisław Żurawlow című lengyel Wikipédia-szócikk ezen változatának fordításán alapul.  Az eredeti cikk szerkesztőit annak laptörténete sorolja fel. Ez a jelzés csupán a megfogalmazás eredetét és a szerzői jogokat jelzi, nem szolgál a cikkben szereplő információk forrásmegjelöléseként.